# Стара Врона
Стара Врона (пол. Stara Wrona) — село в Польщі, у гміні Йонець Плонського повіту Мазовецького воєводства.
Населення — 129 осіб (2011).
У 1975-1998 роках село належало до Цехановського воєводства.

## Демографія
Демографічна структура станом на 31 березня 2011 року:
|          | Загалом | Допрацездатний вік | Працездатний вік | Постпрацездатний вік |
| -------- | ------- | ------------------ | ---------------- | -------------------- |
| Чоловіки | 62      | 14                 | 39               | 9                    |
| Жінки    | 67      | 17                 | 35               | 15                   |
| Разом    | 129     | 31                 | 74               | 24                   |